# 클레오파트라 세레네 1세

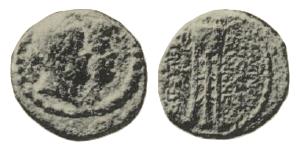

클레오파트라 세레네 1세 혹은 클레오파트라 5세 세레네(그리스어:Κλεοπάτρα Σελήνη Α', 영어:Cleopatra Selene I/Cleopatra V Selene, 기원전 135년에서 130년 사이 - 기원전 69년)는 고대 이집트 프톨레마이오스 왕조의 파라오 여왕이다. 아버지는 프톨레마이오스 8세 퓌스콘이며 어머니는 클레오파트라 3세이다. 그리고 프톨레마이오스 9세 라튀로스의 여동생이자 아내이며, 베레니케 3세의 어머니이다. 차후에는 셀레우코스 제국의 왕인 안티오코스 8세 그뤼포스와 안티오코스 9세 퀴지케노스 그리고 안티오코스 10세 에우세베스의 아내가 된다.

## 생애
기원전 115년에 언니이면서 라튀로스의 아내인 클레오파트라 4세가 어머니인 클레오파트라 3세에 의해 추방되었다. 그 후 라튀로스와 결혼하여 파라오 여왕으로 즉위하고, 세레네에서 클레오파트라라고 불리게 되었다. 그리고 그녀는 베레니케 3세와 두명의 자식을 낳았다. 그러나 남편인 라튀로스는 클레오파트라 3세와 대립하여, 폐위와 복위를 반복하던 중 기원전 107년에 이집트에서 쫓겨났다. 그리고 키프로스 섬으로 도망쳤을 때에 라튀로스는 세레네와 이혼하였다.
기원전 103년에 라튀로스가 시리아 남부에 진출하여 이집트의 점령을 꾀하려고 했다. 이 소식을 들은 클레오파트라 3세는 셀레우코스 제국의 안티오코스 8세 그뤼포스와 동맹을 맺으며 세레네를 그뤼포스의 아내로 보냈다. 그뤼포스의 전처는 클레오파트라 트뤼파이나였다. 그뤼포스는 당시 퀴지케노스와의 내전중이었는데, 기원전 96년에 그뤼포스가 암살되자 퀴지케노스는 안티오케이아를 점령하여 세레네를 아내로 삼았다.
기원전 95년에 퀴지케노스는 그뤼포스의 자식 셀레우코스 6세 에피파네스에게 살해당한다. 그러자 세레네는 퀴지케노스의 아들인 안티오코스 10세 에우세베스와 결혼하였다. 그러나 에우세베스는 파르티아와의 전투 중 사망하고, 세레네는 킬리키아에 머물게 된다.
기원전 80년에 이집트에서 베레니케 3세를 암살한 프톨레마이오스 11세 알렉산드로스 2세가 분노한 알렉산드리아의 시민들에게 살해되어 프톨레마이오스 왕조의 혈통이 단절되었다. 그러자 세레네는 자신의 아이를 파라오에 앉히려고 시도했다. 그러나 이집트에서는 프톨레마이오스 12세 아울레테스가 새로운 파라오로 즉위하였고, 세레네는 왕위 문제로 로마가 개입해 주길 원했지만 실패했다.
결국 기원전 69년에 세레네는 대아르메니아 왕국의 티그란 2세에 잡혀 처형당했다.

## 관련 문헌
- Felix Stähelin: Kleopatra 22. In: Realencyclopädie der Classischen Altertumswissenschaft, vol. XI 1, 1921, col. 782-784.
- J. Whitehorne, Cleopatras, 1994, pp. 164–173.